# Los buscadores
Los Buscadores é um filme de drama paraguaio de 2017 dirigido e escrito por Juan Carlos Maneglia e Tana Schembori. Foi selecionado como representante de seu país ao Oscar de melhor filme estrangeiro em 2018.

## Elenco
- Tomás Arredondo - Manu
- Cecilia Torres - Ilu
- Christian Ferreira - Fito
- Mario Toñanez - Don Elio
- Sandra Sanabria - Lili